# Nature Catalysis
Nature Catalysis (nach ISO 4-Standard in Literaturzitaten mit Nat. Catal. abgekürzt) ist eine monatlich erscheinende Peer-Review Fachzeitschrift, die seit 2018 von Nature Research herausgegeben wird. Die Veröffentlichungen behandeln Forschung zu allen Feldern der Katalyse. Dabei werden sowohl grundlegende als auch angewandte Forschungsaspekte berücksichtigt.